# 황정용
황정용(1983년 1월 12일~)은 대한민국의 배우이다.

## 학력
- 단국대학교 토목환경공학 학사

## 출연

### 방송

#### 드라마
- 2021년 MBC 저녁 일일연속극 《밥이 되어라》... 목사 역
- 2021년 tvN 월화드라마 《어사와 조이》

### 영화
- 2015년 영화 《종이배》... 이희준 역
- 2017년 영화 《대장 김창수》... 조선측 기자 역
- 2021년 영화 《휴가》

### 공연

#### 연극
- 2009년 연극 《저도 변기 받았어요》
- 2010년 연극 《2010 서울국제공연예술제 - 악령》
- 2012년 연극 《털복숭이 원숭이》
- 2014년 연극 《카페, 봄날의 곰, 두번째 이야기》
- 2016년 연극 《시간에》(광주공연)
- 2016년 ~ 2017년 연극 《그대와 영원히》... 김종철 역
- 2017년 연극 《그대와 영원히》
- 2017년 연극 《그대와 영원히》
- 2017년 연극 《조각배》... 만호 역
- 2017년 연극 《그대와 영원히》
- 2017년 ~ 2018년 연극 《그대와 영원히》
- 2017년 연극 《순교자의 딸 유섬이》
- 2018년 연극 《골든타임》... 철규 역
- 2018년 연극 《황무지》(성남공연) ... 최씨 역
- 2019년 연극 《드림스쿨》... 김 박사 역